# Can Torres (Matadepera)
Can Torres és una masia de Matadepera (Vallès Occidental) protegida com a Bé Cultural d'Interès Local.

## Descripció
Masia situada en una zona boscosa allunyada del nucli urbà. La seva estructura respon a la tipologia clàssica de les masies d'aquesta zona, de planta rectangular, planta baixa, pis i coberta de teula àrab de dos aiguavessos amb carener perpendicular a la façana principal. Aquesta presenta finestres rectangulars amb llinda i brancals que, en alguns casos, són de maó vist i, en d'altres, de pedra. Una d'elles presenta una llinda datada del segle xvii. La porta principal, al centre de la planta baixa, està formada per un arc de mig punt adovellat amb blocs de pedra ben escairats. Entre les dues finestres centrals del primer pis destaca un plafó de ceràmica amb un rellotge de sol.
Pel que fa als elements a destacar de l'interior del mas, cal mencionar la volta del celler, la premsa de 1819 i dues gerres d'oli encastades en els contenidors d'obra.
La masia té diverses construccions adossades i està tancada per un mur de pedra. Aquest compta amb un portal format per un arc rebaixat de maó vist cobert amb una coberta de teula àrab de dos aiguavessos a manera de guardapols. Davant es conserva l'era del mas i, molt a prop, hi ha restes d'un trull exterior. No gaire lluny, cap al sud, hi ha un forn d'obra.

## Història
En documents anteriors al segle XVII aquest mas és anomenat Mas Batlles. No fou fins al segle XVII quan prengué el cognom familiar Torres.